# كاكافادسور (آراغاتسوتن)
مدينة كاكافادسور (بالإنجليزية: Kaqavadsor)‏ هي إحدى المدن التابعة لمقاطعة آراغاتسوتن في أرمينيا. يقدر عدد سكانها بـ 1170 نسمة حسب الإحصاء الذي جرى عام 2011.